# Ceterum censeo Carthaginem esse delendam

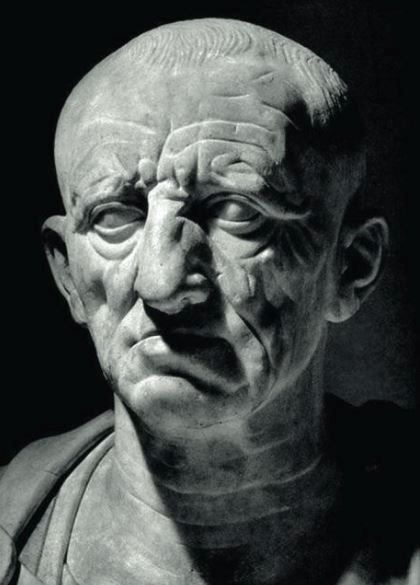
Cato

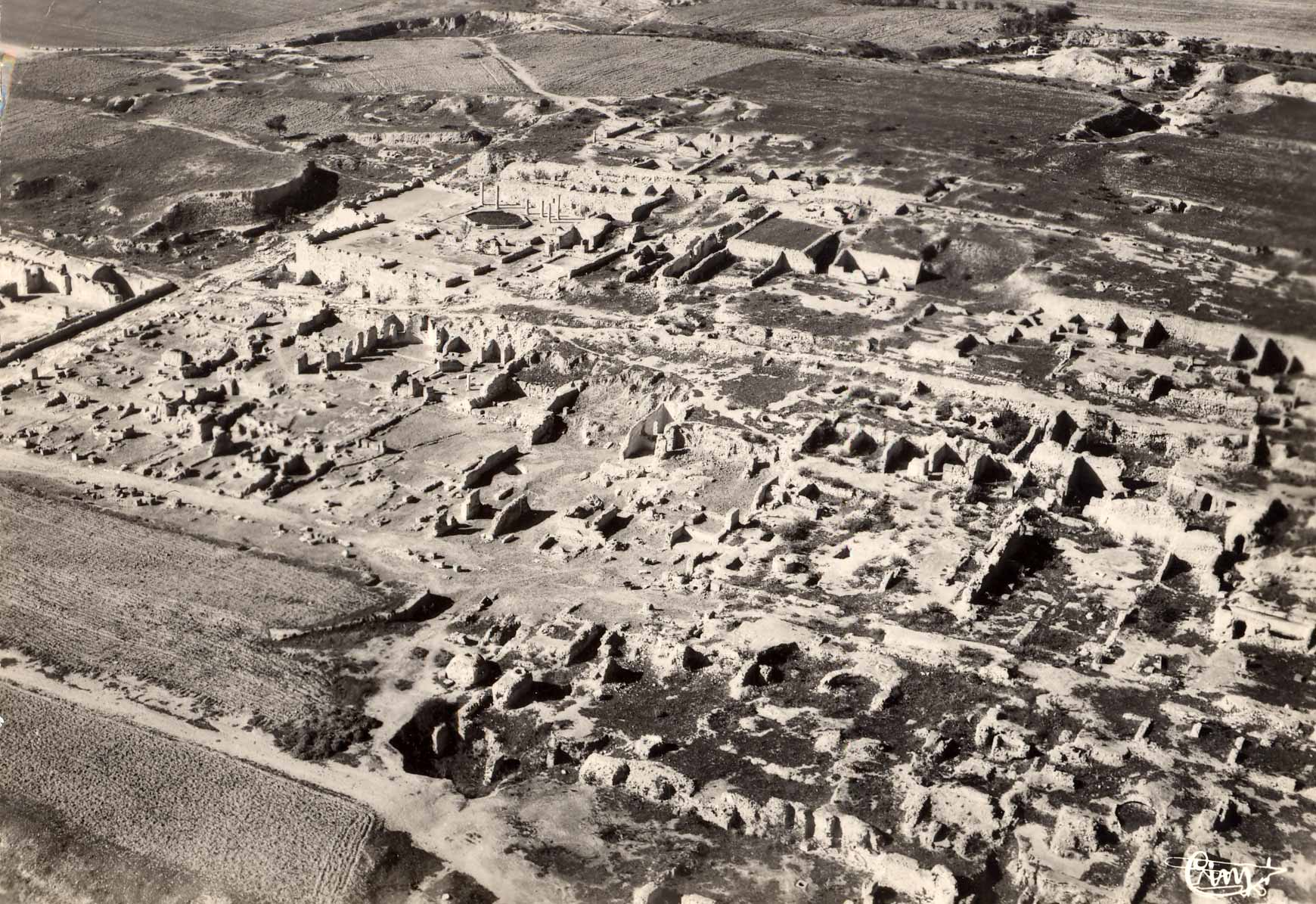
De ruïnes van het Romeinse Carthago.

Ceterum censeo Carthaginem esse delendam ('Overigens ben ik van mening dat Carthago vernietigd moet worden') is een Latijnse uitspraak waarmee de Romeinse politicus Cato Maior (234-149 v.Chr.) stelselmatig zijn tussenkomsten in de Senaat zou hebben afgesloten, tot het ook gebeurde. In werkelijkheid is daar geen bewijs voor en is de uitspraak in deze vorm een moderne creatie. Cato lijkt wel degelijk te hebben aangedrongen op de verwoesting van Carthago, maar niet in die woorden en context.
Carthago was in de tijd van Cato de tegenspeler van Rome tijdens de Punische oorlogen. Na de Derde Punische Oorlog is de stad in 146 v.Chr. door Rome verwoest. In 29 v.Chr. werd de stad door keizer Augustus hersticht en heropgebouwd (met als nieuwe naam Colonia Julia Augusta Carthago), ter vervollediging van het werk van zijn adoptievader Julius Caesar. 
De anekdote bestaat al lang maar de uitspraak komt als zodanig niet voor in teksten van Cato die bewaard zijn gebleven, noch in andere oude bronnen. Cato stond bij diverse, onafhankelijke bronnen te boek als iemand die Carthago vernietigd wilde zien. Tijdgenoot Marcus Tullius Cicero (106-43 v. Chr.) biedt in zijn werk Cato Maior de senectute daarvoor de oudst bekende bron. Volgens Titus Livius ging hij daarover in debat met Scipio Nasica. Velleius Paterculus (1.13.1) vermeldt dat Cato een voortdurende voorstander van Carthago's vernietiging was. Plutarchus is de enige antieke bron die Cato in de directe rede citeert, maar hij doet dat in het Oud-Grieks en in afwijkende bewoordingen: Δοκεῖ δὲ μοι καὶ Καρχηδόνα μὴ εἰναι. ("en het lijkt me goed als Carthago er niet meer zou zijn"). Plinius Maior is de enige die vermeldt dat Cato bij elke vergadering van de Senaat zou geroepen zou hebben dat Carthago moest worden verwoest. Het "overigens" ontbreekt hier.

## Gebruik door anderen
Bekend werd de uitspraak in 1673 ten tijde van de Derde Engelse Oorlog (1672-1674). Lord Chancellor Anthony Ashley Cooper sprak op 4 februari 1673 in het Engelse parlement over een oorlog tegen de Nederlanden als volgt:
But you judg’d aright, that at any rate, delenda est Carthago, that government was to be brought down. And therefore the King may well say to you, it is your war!
De Ceterum censeo-uitspraak werd in onze streken ook weer bekend in de 19e eeuw. Misschien de oudste vermelding is in een Duits-Latijns oefenboek van Joseph Lamb uit 1816 (Practische Anleitung zum Übersetzen aus dem Deutschen ins Lateinische). In 1821 verscheen ze in de Geschichte des römischen Staates und Volkes van Franz Fiedler. Het idee achter de uitspraak is dat dingen die belangrijk zijn voortdurend herhaald moeten worden. Wie, bijvoorbeeld in de publieke zaak, iets wil bereiken, zal te pas en te onpas zijn boodschap moeten herhalen.
De zin leeft voort in de lessen Latijn op middelbare scholen als voorbeeld van het gerundivum (delendam), de alliteratie (ceterum censeo Carthaginem) en de accusativus cum infinitivo (Carthaginem delendam esse bij censeo). 

## Trivia
- Soms wordt door komedieschrijvers deze Latijnse uitdrukking gebruikt om iemand, met een grappig effect voor ingewijden, geleerdklinkende onzin in de mond te leggen, zoals het personage Simon Stokvis in afleveringen van de Nederlandse televisieserie Toen was geluk heel gewoon.
- Marianne Thieme verwees in de tijd dat ze lid was van de Tweede Kamer naar de uitspraak van Cato door steevast haar debatbijdragen te besluiten met de zin: "Voorts ben ik van mening dat er een einde moet komen aan de bio-industrie."[5]